# Postępowanie przygotowawcze
Postępowanie przygotowawcze – pierwszy etap postępowania karnego w sprawach o przestępstwa ścigane z oskarżenia publicznego, w sprawach tych jego przeprowadzenie jest obligatoryjne.
Postępowanie to powinno zmierzać przede wszystkim do ustalenia, czy został popełniony czyn zabroniony, a więc czy wypełnia on znamiona określonego typu przestępstwa, a następnie czy stanowi on przestępstwo – a więc czy czyn jest bezprawny, zawiniony i społecznie szkodliwy.
Postępowanie dzieli się na dwa etapy:
- w sprawie (łac. in rem),
- przeciwko konkretnej osobie (łac. in personam).

## Funkcje postępowania
Zasadnicze funkcje tego postępowania to:
- funkcja przygotowawcza – gdzie zbiera się i utrwala materiał dowodowy w celu podjęcia decyzji o zakończeniu postępowania przygotowawczego, i ewentualnego przygotowania aktu oskarżenia. Akt oskarżenia sporządzany na podstawie dowodów zebranych w tym postępowaniu zakreśla granice podmiotowe i przedmiotowe rozprawy sądowej. Dowody te mogą być odtworzone w toku rozprawy. Mimo że postępowanie przygotowawcze prowadzi co do zasady prokurator (lub Policja pod jego nadzorem), to sąd ma także na nie wpływ w drodze czynności sądowych oraz przez możliwość zwrotu sprawy prokuratorowi do uzupełnienia postępowania przygotowawczego,
- funkcja profilaktyczna – polega na stworzeniu warunków służących zapobieganiu przestępczości (art. 19 k.p.k.).

## Formy postępowania
- śledztwo – podstawowa forma postępowania przygotowawczego, może je wszczynać wyłącznie prokurator, prokurator może powierzyć Policji przeprowadzenie śledztwa w całości lub w określonym zakresie,
- dochodzenie – uproszczona forma postępowania przygotowawczego, przepisy dotyczące śledztwa stosuje się odpowiednio do dochodzenia.

## Postępowanie karno-skarbowe
Organami uprawnionymi do prowadzenia postępowań przygotowawczych w sprawach o przestępstwa i wykroczenia skarbowe są:
- naczelnik urzędu skarbowego
- naczelnik urzędu celno-skarbowego
- Szef Krajowej Administracji Skarbowej
- Straż Graniczna
- Policja
- Żandarmeria Wojskowa[2].

Pierwsze trzy organy są finansowymi organami postępowania przygotowawczego, pozostałe zaś niefinansowymi organami postępowania przygotowawczego. Organem postępowania przygotowawczego w sprawach o przestępstwa skarbowe jest także Agencja Bezpieczeństwa Wewnętrznego oraz Centralne Biuro Antykorupcyjne.

Postępowanie karno-skarbowe jak każde postępowanie karne, nakłada na strony określone obowiązki i prawa. Postępowanie to odbywa się przed sędzią i prokuratorem. Dzieli się na dwa etapy:
- oskarżenie,
- wyrok.

Celem postępowania karno-skarbowego jest ustalenie czy dana osoba jest winna popełnienia przestępstwa, a jeżeli tak to jaką karę powinna otrzymać. Zgodnie z przepisami kodeksu karnego skarbowego odpowiedzialność karno–skarbową ponosi wyłącznie osoba, której udowodnione zostanie, iż jej działanie wypełnia znamiona przestępstwa lub wykroczenia karno-skarbowego. Powyższy obowiązek dowodowy spoczywa na oskarżycielu, a nie oskarżonym. Głównym zadaniem postępowania karno-skarbowego jest wyegzekwowanie kary nałożonej przez sąd. Może być to kara finansowa np. grzywna lub kara niefinansowa np. pozbawienie wolności.